# Mimenicodes cylindroides
Mimenicodes cylindroides là một loài bọ cánh cứng trong họ Cerambycidae.